# あにトレ!EX
『あにトレ！EX』（あにトレ イーエックス）は、2015年と2016年にTOKYO MX、サンテレビ、ニコニコ動画で放送・配信された日本のテレビアニメ作品。5分枠のショートアニメ。
第1期が2015年10月から12月まで全12話、第2期の『あにトレ！XX 〜ひとつ屋根の下で〜』（あにトレ ペケペケ ひとつやねのしたで）が2016年10月から12月まで全12話放送された。

## 概要
アース・スター エンターテイメントが手掛ける作品で、5人のアイドル候補生とともに視聴者がフィジカルトレーニング（エクササイズ）を楽しめるような構成としている。
実際に視聴者が番組内の動作を実行するとキャラクタの解説通りの鍛錬にもなるエクササイズトレーナー番組である。普通はこの手の（トレーニング系）作品ではカメラの写角は通常か広角であるのが普通だが、本作はマクロレンズ撮影（接写）のような描写が作画上の特徴でもあり、視聴者は登場キャラクター（およびトレーニング）に対する臨場感を体感できる。
第2期ではキャラクターが全員集まって集合生活を送る。

## 登場人物
星 あさみ（ほし あさみ）
声 - 伊藤美来
16歳で高校1年生。一人称は「あさみ」、えりからは「あさみっち」と呼ばれている。
スポーツ万能の健康優良児だが、勉強はまるでダメ。ユニットではセンターを務める。
樋口 えり（ひぐち えり）
声 - 和氣あず未
14歳で中学2年生。一人称は「えり」。5人の中では最年少。負けず嫌いの性格。納豆が嫌い。
貧乳にコンプレックスを持っており、過剰に反応する。
早乙女 静乃（さおとめ しずの）
声 - 小牧未侑
17歳で高校2年生。清楚でお嬢様気質。それゆえに少しだけ天然ボケを発揮することも。
ペットにイタチのアンダルシア（声 - 曽我部英理）がいる。
橘 紫苑（たちばな しおん）
声 - 長縄まりあ
16歳で高校1年生。中二病少女。
本名は「明子（あきこ）」で、コンビニエンスストア「MINI SPOT」のアルバイト店員をやっている。第1話でも店員役で登場。
中二病全開の不思議系少女を気取っているが、ドジっ娘の側面も強く、コンビニで既に面識を持たれているあさみに上記について問われたときに、否定するもあからさまに動揺し狼狽するなど、キャラに成り切れずボロを出してしまうこともしばしば。
平岡 優（ひらおか ゆう）
声 - 高尾奏音
15歳で中学3年生。ネガティブ思考のメガネ少女。
語尾に「です」をつけてしゃべる。
出海 さくら（いずみ さくら）
声 - 鈴木絵理
14歳で中学2年生。第2期より登場のキャラクター。
古風な喋りとアンニュイな表情が特徴。

### その他
紫苑の母親
声 - 鳴海杏子

## スタッフ
スタッフロールの一部には、その人物の当時のBMIも併記されている。「6 pack」には「鍛えられ、6つに分かれた腹筋」という意味がある。
- 原作 - 6 pack
- 監修 - RENAISSANCE
- 監督 - 濁川敦
- シリーズ構成・脚本 - 石橋大助
- キャラクター原案 - 小野田将人
- キャラクターデザイン・総作画監督 - 山本周平
- プロップデザイン - 北島勇樹（第2期）
- 美術監督・美術設定 - 柴田聡
- 色彩設計 - 中川昭洋
- 撮影監督 - 板倉あゆみ、小野寺正明
- CG監督 - 林秀則
- 編集 - 近藤勇二
- 音響監督 - 立石弥生
- 音楽 - やしきん
- 音楽プロデューサー - 深井康介、やしきん
- 音楽制作 - F.M.F
- プロデューサー - 後藤裕、益田史樹、鈴木脩一（第2期）、Vivian Hu（第2期）
- アニメーション制作 - ライジングフォース
- 製作 - あにトレ！EX製作委員会（第1期）、あにトレ！XX製作委員会（第2期）

## 主題歌
第1期
エンディングテーマ「ばいたる☆エクササイズ」
作詞・編曲 - やしきん  / 作曲 - 奥井康介 / 歌 - 星あさみ（伊藤美来）、樋口えり（和氣あず未）、早乙女静乃（小牧未侑）、橘紫苑（長縄まりあ）、平岡優（高尾奏音） / 振付 - RAB（リアルアキバボーイズ）
公式サイトではオープニングテーマとしているが、すべてエンディングで使用されている。
第2期
「Cheer for you♪♬🎶」
作詞 - hotaru / 作曲・編曲 - yamazo / 歌 - 星あさみ（伊藤美来）、樋口えり（和氣あず未）、早乙女静乃（小牧未侑）、橘紫苑（長縄まりあ）、平岡優（高尾奏音）、出海さくら（鈴木絵理）

## 各話リスト
| 話数  | サブタイトル                                         | 絵コンテ | 演出     | 作画監督                                   | 登場キャラ         | 放送日          |
| 第1期 | 第1期                                                | 第1期    | 第1期    | 第1期                                      | 第1期              | 第1期           |
| ----- | ---------------------------------------------------- | -------- | -------- | ------------------------------------------ | ------------------ | --------------- |
| EX1   | 腕立て腹筋！ばっちこーい!!                           | 濁川敦   | 濁川敦   | 山本周平                                   | 星あさみ           | 2015年 10月13日 |
| EX2   | もっと腕立て！バストアップなんだから!!               | 濁川敦   | 濁川敦   | 浦島美紀、北島勇樹                         | 樋口えり           | 10月20日        |
| EX3   | 背筋スクワット！目指せ大和撫子ですわ!!               | 濁川敦   | 濁川敦   | 浦島美紀、北島勇樹                         | 早乙女静乃         | 10月27日        |
| EX4   | 邪神降臨舞踏（ヨガ）！闇よ、我を導き給へ!!           | 濁川敦   | 濁川敦   | 北島勇樹                                   | 橘紫苑             | 11月3日         |
| EX5   | レッツ・ダンシング！汗をかいてキラリキラ!!           | 濁川敦   | 濁川敦   | 浦島美紀、北島勇樹 山田睦                  | あさみ、えり、静乃 | 11月10日        |
| EX6   | キック＆ツイスト！いっぱい頑張るですぅ!!             | 藤澤俊幸 | 濁川敦   | 湯川純                                     | 平岡優             | 11月17日        |
| EX7   | ハードに腕立てスクワット！負けないもん!!             | 竹内浩志 | 中村近世 | 宇都木勇                                   | あさみ、えり       | 11月24日        |
| EX8   | モア・ダンシング！笑顔で美デトックス!!               | 濁川敦   | 濁川敦   | 浦島美紀、寿夢龍 山田睦                    | あさみ、紫苑、優   | 12月1日         |
| EX9   | 伸び伸びストレッチ！魅惑のプールサイド!!             | 濁川敦   | 上原秀明 | 柴田志朗                                   | えり、静乃         | 12月8日         |
| EX10  | Let's Go スポーツジム！楽しくエクササイズ!!          | 濁川敦   | 南川達馬 | 平田賢一 真壁誠（マシン）                  | あさみ、優         | 12月15日        |
| EX11  | ゆったり太極拳！体幹、鍛えるんだから!!               | 濁川敦   | 濁川敦   | 寿夢龍                                     | 全員               | 12月22日        |
| EX12  | ばいたる☆エクササイズ！もっと笑顔!!                  | 濁川敦   | 濁川敦   | 北島勇樹、浦島美紀 寿夢龍、佐藤瑞基 湯川純 | 全員               | 12月29日        |
| 第2期 |                                                      |          |          |                                            |                    |                 |
| XX1   | いざゆけ新ＸＸ！レッツお掃除&サイドベンド            | 濁川敦   | 濁川敦   | 山本周平                                   | 全員               | 2016年 10月5日  |
| XX2   | 走るＸＸ電車！？ いつでもどこでもトレーニング        | 濁川敦   | 濁川敦   | 山本周平                                   | えり、紫苑         | 10月12日        |
| XX3   | 回れ回れ、マット・エクササイズ！ ＸＸあるのみですわ  | 濁川敦   | 濁川敦   | 山本周平                                   | 優、静乃           | 10月19日        |
| XX4   | 悦楽なる闇のＸＸ！ 終焉の始まりし時                  | 濁川敦   | 濁川敦   | 山本周平                                   | 紫苑               | 10月26日        |
| XX5   | レッツ柔軟！ ＸＸほぐして、目指せトップスイマー      | 濁川敦   | 濁川敦   | 山本周平                                   | あさみ、静乃       | 11月2日         |
| XX6   | バランスボールでシェイプアップ！ 余のＸＸと認めよう  | 濁川敦   | 濁川敦   | 山本周平                                   | さくら             | 11月9日         |
| XX7   | ジョギングでさわやか有酸素！ ＸＸって気持ちいいね    | 濁川敦   | 濁川敦   | 山本周平                                   | 全員               | 11月16日        |
| XX8   | マッサージでリラックス！ 一緒にＸＸしましょう        | 濁川敦   | 濁川敦   | 山本周平                                   | 全員               | 11月23日        |
| XX9   | なわとびでポッカポカ！ カラダだけでなく、ＸＸも…     | 渡部周   | 濁川敦   | 山本周平                                   | 静乃               | 11月30日        |
| XX10  | 腕立て&背筋でお悩み解消！ がんばってＸＸいれてみます | 渡部周   | 濁川敦   | 山本周平                                   | 優                 | 12月7日         |
| XX11  | ダンベルで二の腕スッキリ！ 魅惑のＸＸが待ってるよ    | 濁川敦   | 濁川敦   | 山本周平                                   | 全員               | 12月14日        |
| XX12  | ひとつ屋根の下で！ ＸＸが始まる時間だよ              | 濁川敦   | 濁川敦   | 山本周平                                   | 全員               | 12月21日        |

## 放送局
| 放送期間                  | 放送時間                     | 放送局     | 対象地域 | 備考 |
| ------------------------- | ---------------------------- | ---------- | -------- | ---- |
| 2015年10月13日 - 12月29日 | 火曜 1:11 - 1:16（月曜深夜） | TOKYO MX   | 東京都   |      |
|                           | 火曜 1:36 - 1:41（月曜深夜） | サンテレビ | 兵庫県   |      |

| 配信期間                  | 配信時間        | 配信サイト         | 備考                                          |
| ------------------------- | --------------- | ------------------ | --------------------------------------------- |
| 2015年10月13日 - 12月22日 | 火曜 12:00 更新 | ニコニコチャンネル | 第1話無料、第2話以降1週間無料 最終話は未配信  |
| 2015年10月13日 - 12月29日 |                 | GYAO!              | 第1話無料、第2話以降1週間無料                 |
|                           |                 | バンダイチャンネル | 第1話無料、第2話以降有料 有料会員は全話見放題 |

| 放送期間                 | 放送時間                     | 放送局     | 対象地域 | 備考                      |
| ------------------------ | ---------------------------- | ---------- | -------- | ------------------------- |
| 2016年10月5日 - 12月21日 | 水曜 22:43 - 22:48           | TOKYO MX   | 東京都   |                           |
| 2016年10月6日 - 12月22日 | 木曜 0:13 - 0:18（水曜深夜） | サンテレビ | 兵庫県   |                           |
|                          | 木曜 23:50 - 23:55           | AT-X       | 日本全域 | CS放送 / リピート放送あり |

## 映像ソフト
| 巻    | 発売日        | 収録話 | 規格品番 |
| ----- | ------------- | ------ | -------- |
| 第1期 | 2016年2月26日 | 全12話 | EAAB-026 |
| 第2期 | 2017年3月17日 | 全12話 | SMIB-006 |

## ラジオ
『あにトレ！EX ラジオ燃焼系』のタイトルで超!A&G+、ラジオ大阪にて放送していた。出演声優5人がパーソナリティを務める。ニコニコチャンネルでは簡易動画付で配信。ラジオ大阪では前半15分のみを放送し、後半は裏送りされる。
| 対象地域   | 放送局             | 放送期間                      | 放送時間          | 備考                                      |
| ---------- | ------------------ | ----------------------------- | ----------------- | ----------------------------------------- |
| 全国       | 超!A&G+            | 2015年10月7日 - 2016年3月30日 | 水曜16:00 - 16:30 | 前半15分簡易動画、後半15分音声のみ        |
| 近畿広域圏 | ラジオ大阪         | 2015年10月8日 - 2016年3月31日 | 木曜23:30 - 23:45 | 製作局、前半15分のみ放送                  |
| 全国       | ニコニコチャンネル | 2015年10月9日 - 2016年4月1日  | 金曜更新          | 音声のみ1週間無料、全編簡易動画付きは有料 |

## アプリ
『あにトレEX！ 〜いっしょにやろうよ〜』のタイトルでイマジニアよりリリース（買い切り制アプリ。また、あさみ以外のキャラのダウンロードには別途課金が必要）。スマホ内蔵の感知センサーに連動して得点がカウントされるようになっており、トレーニングの進捗具合でオリジナルストーリーなどが楽しめる。